# 奧鎮 (阿爾高州)

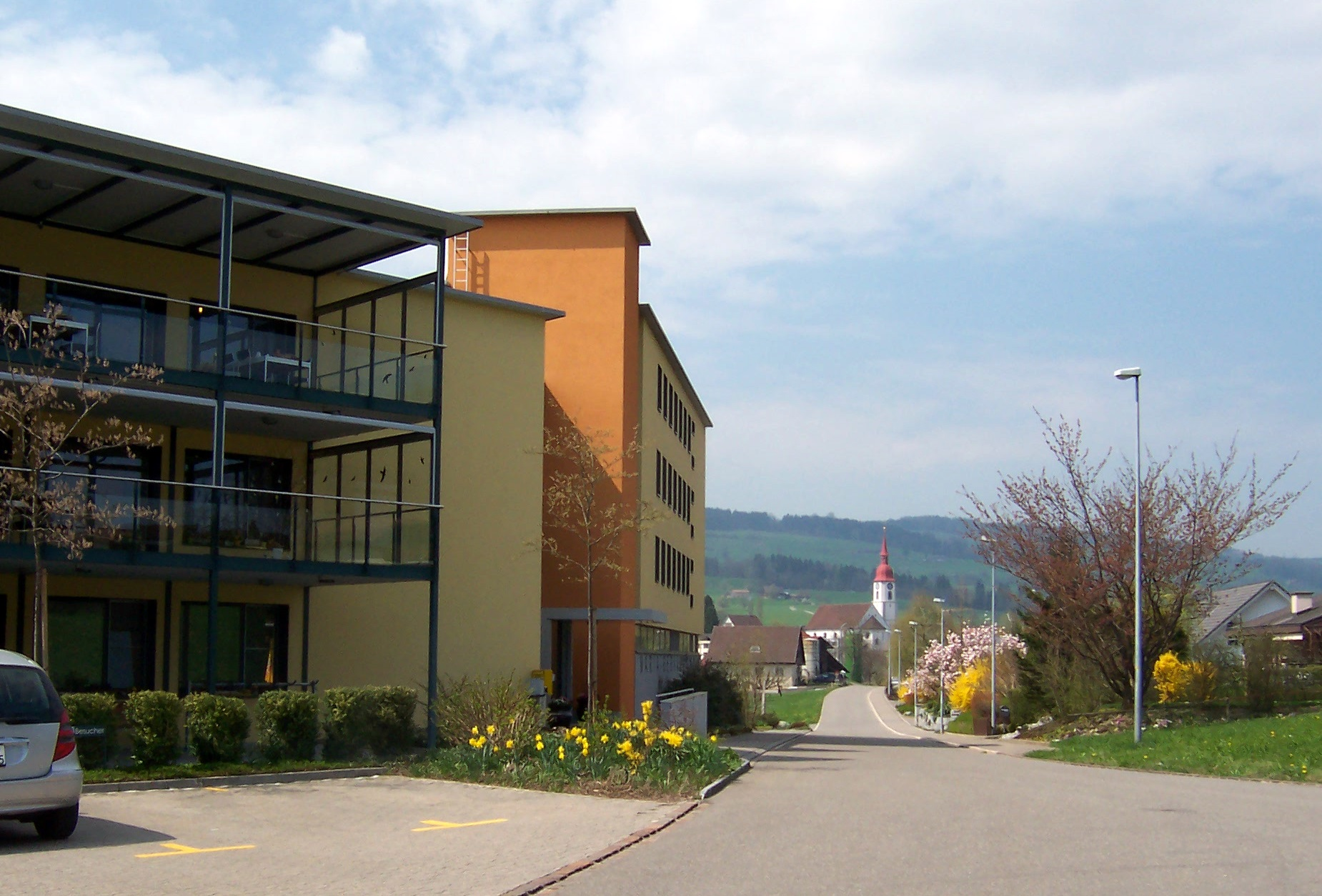

奧鎮是瑞士的城鎮，位於該國北部，由阿爾高州負責管轄，面積8.57平方公里，海拔高度489米，2012年人口1,773，八成人口信奉基督教，人口密度每平方公里207人。